# Pentație
În matematică, pentația este operațiunea de repetare a tetrației, la fel cum este tetrația, și aceasta este o operațiunea de repetare exponențială.

## Istoric
Cuvântul "pentație" a fost inventat de către Ruben Goodstein în 1947 din penta- (cinci) și iterare - repetare. Aceasta este o parte a schemei lui generale de denumire pentru hiperoperații.

## Notație
Pentația poate fi scrisă ca o hiperoperație ca {\displaystyle a[5]b}, sau folosind notația săgeților lui Knuth ca {\displaystyle a\uparrow \uparrow \uparrow b} or {\displaystyle a\uparrow ^{3}b}. În această notație, {\displaystyle a\uparrow b} reprezintă funcția exponențială a lui {\displaystyle a^{b}}, care poate fi interpretat ca un rezultat al funcției iterate {\displaystyle x\mapsto ax}, pentru {\displaystyle b} repetițiile începând de la 1. Analog, {\displaystyle a\uparrow \uparrow b}, tetrație, reprezintă valoarea obținută din repetarea aplicării funcției{\displaystyle x\mapsto a\uparrow x}, pentru {\displaystyle b} repetițiile începând de la 1. Și pentația {\displaystyle a\uparrow \uparrow \uparrow b} valoarea obținută din repetarea aplicării funcției {\displaystyle x\mapsto a\uparrow \uparrow x}, pentru {\displaystyle b} repetițiile începând de la 1. Alternativ, în notația lanțului de săgeți a lui Conway,{\displaystyle a\uparrow \uparrow \uparrow b=a\rightarrow b\rightarrow 3}. O altă notație propusă este {\displaystyle {_{b}a}}, deși aceasta nu este extensibilă la hiperoperații mai mari.

## Exemple
Valorile funcției pentației pot fi, de asemenea, obținute de la valorile din al patrulea rând al tabelului de valori a variantei funcției lui Ackermann: dacă {\displaystyle } este definit prin recurența Ackermann {\displaystyle } cu condițiile inițiale {\displaystyle } și {\displaystyle }atunci {\displaystyle }.